# Sciophila kakumensis
Sciophila kakumensis är en tvåvingeart som beskrevs av Soli 1997. Sciophila kakumensis ingår i släktet Sciophila och familjen svampmyggor. Inga underarter finns listade i Catalogue of Life.